# Langtoft (Lincolnshire)
Langtoft è un villaggio e parrocchia civile dell'Inghilterra, appartenente alla contea del Lincolnshire.